# Richard Klett
Richard Klett (* 4. Februar 1867 in Stuttgart; † 2. Dezember 1948 in Tuttlingen) war ein deutscher Tierarzt.

## Leben
Georg Richard Klett studierte an der Königlichen Thierarznei-Schule Stuttgart Veterinärmedizin. 1887 wurde er Mitglied der Nicaria, des späteren Corps Saxo-Thuringia München. Später schloss er sich dem Corps Teutonia Berlin an. Er wurde 1894 an der Universität Gießen zum Dr. med. vet. promoviert. Im November 1894 legte er die Tierärztliche Staatsprüfung für das Königreich Württemberg ab. 1897 wurde er als Professor der gerichtlichen Tierheilkunde und Parasitologie und Direktor der inneren Klinik an die Tierärztliche Hochschule Stuttgart berufen. Mit der Schließung der Hochschule in Stuttgart verlor er 1912 seine Professur und war fortan als Oberamtstierarzt und Veterinärrat in der Veterinärverwaltung tätig. 1933 bis 1948 lebte er in Tuttlingen.
Das von Gustav Uebele (1869–1914) verfasste „Handlexikon der tierärztlichen Praxis“ zählte zu den Standardwerken der veterinärmedizinischen Ausbildung. Es wurde für die 2. und 3. Auflage von Klett allein, für die 4. und 5. Auflage noch mit anderen Kollegen bearbeitet und herausgegeben und erreichte sieben Auflagen.

## Schriften
- Beiträge zur Morphologie des Milzbrandbacillus, 1894
- Die Stuttgarter Hundeseuche. In: Deutsche Tierärztliche Wochenschrift, 1899, Nr. 5–8
- Zur serumtherapeutischen Bekämpfung der Schweineseuche und Hühnercholera. In: Deutsche Tierärztliche Wochenschrift, 1900, Nr. 40
- Überblick über Versuche zur Bekämpfung der Geflügelcholera und der Schweineseuche (Schweinepest). In: Deutsche Tierärztliche Wochenschrift, 1904, Nr. 51–53
- Unsere Haustiere – Eine volkstümliche Darstellung der Zucht und Pflege der Haustiere, ihrer Krankheiten und ihres mannigfachen Nutzens für den Menschen, 1904 (zusammen mit Ludwig Holthof)
- Die rektale Untersuchungsmethode bei der sogenannten wahren Kolik des Pferdes. In: Deutsche Tierärztliche Wochenschrift, 1907, Nr. 15–18
- Handlexikon der tierärztlichen Praxis, 1. Auflage 1909, 2. Auflage 1918 (bearb. v. Richard Klett), 3. Auflage 1921 (bearb. von Richard Klett), 4. Auflage 1927 (2 Bände, bearb. von Richard Klett u. Rigobert Metzger), 5. Auflage 1938/39 ( 2 Bände bearb. von Richard Klett, Rigobert Metzger und Willy Schreyer)
- Das Pferd – Sein Bau und die Tätigkeit seiner Organe, 2. unveränderter Neudruck 1925, 5. Auflage 1956 (bearbeitet von Anton Koegel)